# Faculdade de Medicina da Universidade Federal do Amazonas
A Faculdade de Medicina da Universidade Federal do Amazonas (FM/UFAM) é uma escola médica da Universidade Federal do Amazonas. Foi fundada em 1965, já como parte da recém-estabelecida Universidade do Amazonas (UA, depois UFAM), vindo posteriormente a ser fundida com a Faculdade de Odontologia e e com a Faculdade de Ciências Farmacêuticas na forma da Faculdade de Ciências da Saúde, novamente desmembrada em 2007.